# Communauté de communes Cœur Pays de Retz
La communauté de communes Cœur Pays de Retz était une intercommunalité française, située dans le département de la Loire-Atlantique (région Pays de la Loire). Elle fut dissoute le 31 décembre 2016.

## Histoire
La communauté de communes Cœur Pays de Retz a été créée le 1er janvier 1995.
Situé dans un premier temps à Saint-Hilaire-de-Chaléons, le siège de la communauté de communes est transféré à Sainte-Pazanne en mars 2015.
Au printemps 2015, les sept communes membres présentaient un projet visant à les regrouper au sein d'une commune nouvelle unique, mais celui-ci fut abandonné quelques mois plus tard.
Depuis le 1er janvier 2016, la commune de Chéméré a fusionné avec la commune d'Arthon-en-Retz, adhérente de la communauté de communes de Pornic, au sein de la commune nouvelle de Chaumes-en-Retz. Cependant, ces communes (devenues « communes déléguées ») resteront membres de leurs intercommunalités respectives jusqu'au 31 janvier 2016, date à laquelle la commune nouvelle doit décider à quelle intercommunalité elle souhaite adhérer. Lors de son premier conseil municipal, le 10 janvier 2016, la commune de Chaumes-en-Retz opte pour la communauté de communes de Pornic. Le 20 décembre 2016, par arrêté préfectoral du 6 octobre 2016, la commune de Chaumes-en-Retz intègre donc provisoirement dans son intégralité à la Communauté de communes de Pornic, réduisant à six le nombre de communes membres de la communauté de communes Cœur Pays de Retz.
Cependant, après plusieurs mois de négociations, les conseillers communautaires de ces deux intercommunalités ont décidé de leur fusion le 13 juin 2016 au sein d'une communauté d'agglomération baptisée « Pornic Agglo Pays de Retz » qui a vu le jour le 1er janvier 2017, officialisé par arrêté préfectoral du 9 novembre 2016.

## Territoire communautaire

### Géographie
Située au centre du pays de Retz, elle se compose de six communes issues des cantons du Pellerin et de Bourgneuf-en-Retz.

### Composition
La communauté de communes était composée des 6 communes suivantes :
| Nom                       | Code Insee | Gentilé           | Superficie (km2) | Population (dernière pop. légale) | Densité (hab./km2) |
| ------------------------- | ---------- | ----------------- | ---------------- | --------------------------------- | ------------------ |
| Sainte-Pazanne (siège)    | 44186      | Pazennais         | 41,56            | 6 371 (2014)                      | 153                |
| Cheix-en-Retz             | 44039      | Cheixois          | 8,34             | 1 008 (2014)                      | 121                |
| Port-Saint-Père           | 44133      | Port-Saint-Périns | 32,57            | 2 877 (2014)                      | 88                 |
| Rouans                    | 44145      | Rouansais         | 37,73            | 2 807 (2014)                      | 74                 |
| Saint-Hilaire-de-Chaléons | 44164      | Chaléonnais       | 34,98            | 2 197 (2014)                      | 63                 |
| Vue                       | 44220      | Véziens           | 19,51            | 1 590 (2014)                      | 81                 |

## Administration

### Siège
Le siège de la communauté de communes était à Sainte-Pazanne, 60-64 impasse du Vigneau.

### Liste des présidents
| Période  | Période       | Identité          | Étiquette | Qualité                                          |
| -------- | ------------- | ----------------- | --------- | ------------------------------------------------ |
| 1995     | mai 2008      | François Loquais  | UDF       | Maire de Saint-Hilaire-de-Chaléons (1989 → 2008) |
| mai 2008 | décembre 2016 | Bernard Morilleau | DVD       | Maire de Sainte-Pazanne (2005 → 2023)            |